# Jonhagen
Jonhagen är ett naturreservat i Fagersta kommun i Västmanlands län.
Området är naturskyddat sedan 1999 och är 10 hektar stort. Reservatet sträcker sig österut från östra stranden av Hedtjärnen och består av lövskog med björk, lind, lönn och hassel.